# Casimir Delavigne
Jean-François Casimir Delavigne (Le Havre, 4 april 1793 - Lyon, 11 december 1843) was een Frans dichter, toneelschrijver en lid van de Académie française.

## Eerste werken
Delavigne werd geboren in Le Havre, maar studeerde in Parijs aan het Lycée Napoleon. Naar aanleiding van de geboorte van Napoleon II van Frankrijk schreef hij Dithyrambe sur la naissance du roi de Rome.
In 1815 schreef hij twee gedichten, Waterloo en Devastation du muse. Beide werken kwamen tot stand vanuit drijfveren van patriottisch enthousiasme en bevatten politieke toespelingen. Later voegde hij nog een derde gedicht toe: Sur le besoin de s'unir après le départ des étrangers. De verzameling van deze werken noemde hij Les Messéniennes. Van Les Messéniennes werden er in die periode 25.000 exemplaren verkocht. Hierdoor verwierf Delavigne bekendheid in Frankrijk en werd hij benoemd tot erebibliothecaris.
In 1819 speelde zijn toneelstuk Les Vêpres Siciliennes in het Théâtre de l'Odéon, nadat hij eerder was geweigerd in het Comédie-Française. Deze theatervoorstelling was een succes en werd opgevolgd door Comédiens in 1820 en Paria een jaar later. Voor de gezagsdragers bleken zijn voorstellingen echter te politiek geladen en daarom werd hij ontslagen. Op dat moment bood koning Lodewijk Filips I hem de functie van bibliothecaris aan in het koninklijk paleis. Deze functie zou hij de rest van zijn leven blijven uitoefenen. In 1825 trad Delavigne toe tot de Académie française.
Hij bleef evenwel werken schrijven, zoals École des vieillards (1823), La Princesse Aurilie (1828) en Marino Faliero (1829).

## Hoogtepunt van zijn carrière

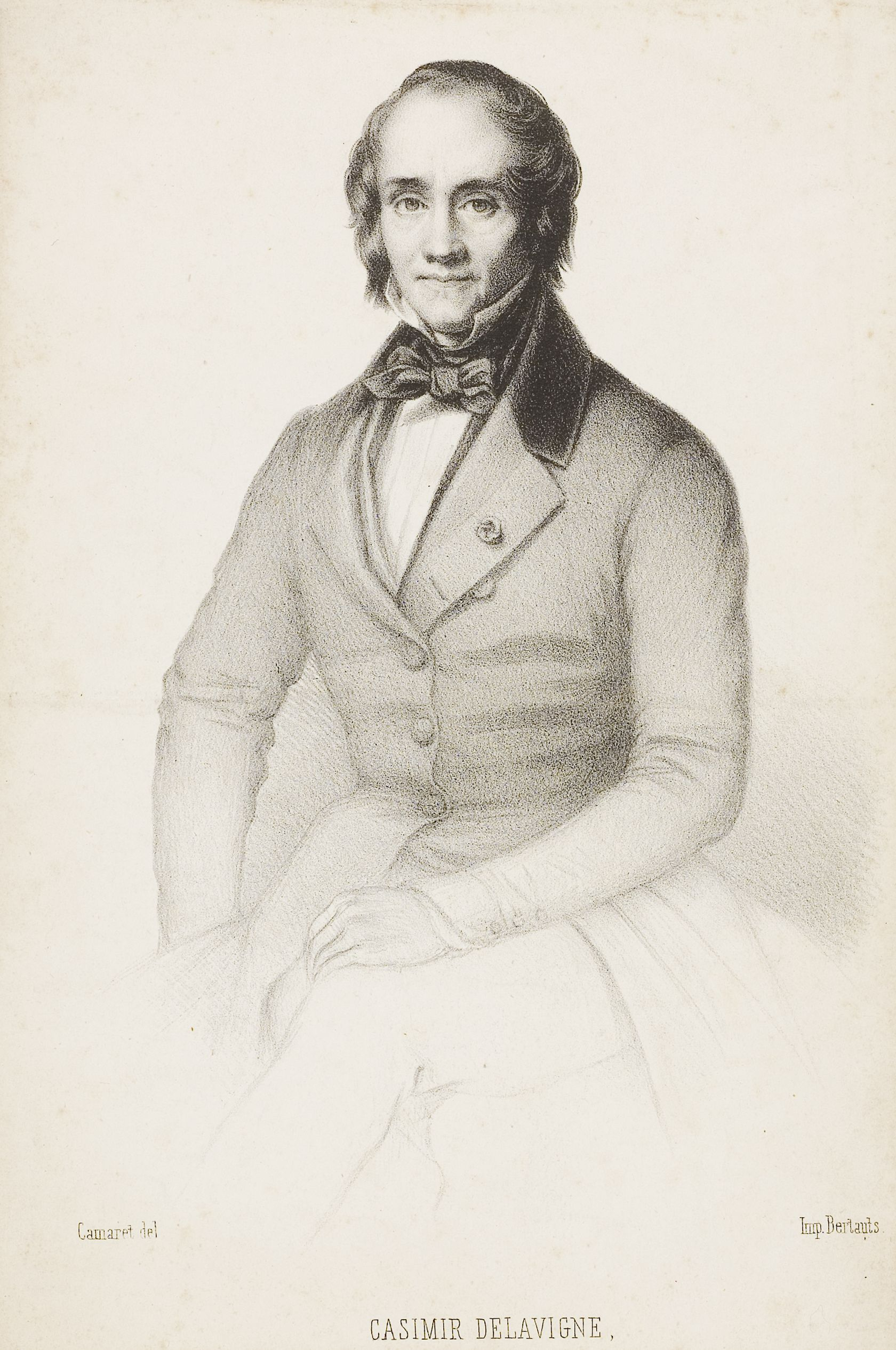
Casimir Delavigne.

Naar aanleiding van de Julirevolutie in 1830 schreef hij zijn tweede meesterwerk, La Parisienne. Dit was een liedtekst, gecomponeerd op de mars Ein Schifflein Sah Ich Fahren van Daniel Auber. La Parisienne was zeer populair onder de Franse bevolking. Het lied was bovendien het nationaal volkslied tijdens de Julimonarchie (1830-1848). In 1831 schreef hij La Varsovienne, een ode aan de Novemberopstand in Polen. Vervolgens schreef hij de werken Louis XI (1832), Les Enfants d'Édouard (1833), Don Juan d'Autriche (1835), Une Famille au temps du Luther (1836), La Popularité (1838), La Fille du Cid (1839), Le Conseiller rapporteur (1840) en de opera Charles VI (1843).

## Overlijden
In 1843 stierf Delavigne in Lyon. Hij was er op doorreis naar Italië. In 1855 verscheen Œuvres completes, een verzameling van zijn werk.
- Bibsys: 1047443
- Biblioteca Nacional de España: XX1235887
- Bibliothèque nationale de France: cb12052639n (data)
- Catàleg d'autoritats de noms i títols de Catalunya: 981058510950606706
- CiNii: DA04178445
- Digitale Bibliotheek voor de Nederlandse Letteren: dela041
- Gemeinsame Normdatei: 118878921
- International Standard Name Identifier: 0000 0001 0866 6323
- KulturNav: 6144b9b0-6468-44fb-a227-02c8414456c9
- Library of Congress Control Number: n82155069
- MusicBrainz: 074d6c2a-e695-4ab2-81a7-2f3ce0ae670e
- Nationale Bibliotheek van Tsjechië: jn19990001698
- Nationale bibliotheek van Australië: 35992321
- Nationale Bibliotheek van Israël: 987007260220005171
- Nationale Bibliotheek van Polen: a0000002048065
- Nationale en Universitaire bibliotheek Zagreb: 000089169
- Nederlandse Thesaurus van Auteursnamen: 070005001
- Istituto Centrale per il Catalogo Unico: SBLV316909
- SNAC: w6wh31xq
- Système universitaire de documentation: 028755693
- Trove: 1176572
- Virtual International Authority File: 7409673
- WorldCat: E39PBJgCQBB8hbCtPpBgBf4H4q